# Villa L'Apparita
La  Villa L'Apparita è una dimora storica di campagna, risalente al XVI secolo. Si trova a circa 3 km a sud di Siena, in località L'Apparita, nella piena campagna senese, ed è particolarmente nota per il suo giardino progettato da Pietro Porcinai.

## Storia
Villa L’Apparita risale a prima del XVI secolo ed era originariamente di proprietà della famiglia Placidi.
Nel Cinquecento venne ristrutturata e ampliata su progetto di Baldassarre Peruzzi. 
Nei primi decenni dell'Ottocento passò al conte Mario Nerucci il quale la acquistò dai signori Bandinelli, assieme alla pertinenza della villa di Monastero Basso. 
Negli anni precedenti il suo assassinio in Francia fu la residenza dello storico antifascista Nello Rosselli; ospitò l'archivio della famiglia prima che questo venisse trasferito a Torino nei primi anni '90 del XX secolo.  
Negli anni sessanta del Novecento ne divenne proprietario il notaio Giovanni Guiso, appartenente ad una nobile famiglia sarda, che amava definirla "cascina". 
La villa non ha subito sostanziali modifiche nel suo impianto cinquecentesco, e fu attentamente restaurata dopo un periodo di abbandono.

## Descrizione
L'Apparita ha un impianto relativamente semplice, arricchita da una loggia belvedere con due ordini di quattro arcate a tutto sesto dalle magnifiche proporzioni attribuito al giovane Baldassarre Peruzzi, conosciuta per la sua austera bellezza, che dà il nome all'edificio. La facciata si sviluppa su due piani in laterizi, con pianta quadrangolare e loggia sul lato più corto, che si innalza anche rispetto alla volumetria del resto della costruzione: al piano terra si trova un portico con pilastri dai basamenti leggermente aggettanti, così come i piani d'imposta, privi di capitello. La loggia superiore, invece, separata da un marcapiano, è invece caratterizzata da pilastri a cui si addossano lesene, doppie alle estremità, e da archi più alti e slanciati di quelli sottostanti, oltre che da un'incorniciatura autonoma. Una balaustra in laterizio si trova leggermente arretrata rispetto al filo dei pilastri.

### Giardino
Realizzato fra il 1963 ed il 1966, il giardino di villa l'Apparita rappresenta un felice episodio della vasta produzione di Pietro Porcinai, una delle poche sue opere a Siena, dovuta al fortunato incontro con il committente Nanni Guiso, raffinato estimatore d'arte con passione per il teatro. 
Porcinai trasformò radicalmente l'area attorno allo storico edificio, nello spirito  di creare qualcosa di semplice, per rispettare la vocazione agricola della villa, e valorizzare la straordinaria veduta verso Siena, ricollegandosi al paesaggio naturale dei dintorni.
La situazione di partenza era quella di un terreno agricolo, occupato da filari di vite e ulivo. Cogliendo i suggerimenti del paesaggio circostante, con un approccio progettuale improntato alla semplificazione, con attenzione ai più piccoli dettagli, Porcinai realizzò un intervento il cui pregio principale consiste nella quasi ovvietà della soluzione e nell'effetto tanto naturale del risultato, da apparire un intervento minimale. Con il suo vasto prato movimentato dal dolce andamento del terreno, riecheggia e racchiude in sé l'essenza delle colline senesi, sublimandola in un paesaggio assoluto, artificiale ma apparentemente così naturale, da esprimere i contenuti fondamentali della campagna toscana. Un leggero diaframma di cipressi e lecci, percepibile come un boschetto naturale, cela le parti meno gradevoli della veduta, bordando il piccolo terreno di forma triangolare, che confina con due strade. Lievi terrapieni nascondono gli edifici vicini e schermano il rumore del traffico proveniente dalle strade.
L'ingresso alla proprietà, priva su tutti i lati di qualsiasi recinzione, è segnato da due semplici pilastrini in travertino che segnalano la strada di accesso; un percorso carrabile scavato in trincea, invisibile perciò dalla quota superiore del giardino, reso più lungo da un'ampia curvatura, pensata come espediente per creare in chi si avvicina alla casa un senso di sospensione e di attesa. Il parcheggio al quale conduce la strada è parimenti ricavato in una depressione del terreno, concepita per nascondere alla vista le auto, dotato di una pensilina aerea, che invita a un camminamento in salita, anch'esso in trincea, in asse con l'ingresso principale della villa, sottolineato da un arco di edera. Pavimentato con mattoni semplicemente appoggiati sul suolo, suggerisce l'idea di un'antica strada, che si accorda felicemente con il tono agreste della casa .
Il giardino, sviluppato tutto attorno all'edificio, ha un andamento sinuoso, che invita a percorrerlo, offrendo infiniti punti di vista sul paesaggio circostante. La scelta delle piante si avvale di poche essenze autoctone: lavanda, ginestre, melograni, corbezzoli, testucchi, gli odori dell'orto, ulivi e pochi cipressi.
Allontanandosi dalla casa si giunge a una collinetta leggermente concava che accoglie al suo interno una cavea erbosa, delimitata da 26 panchine in legno con ossatura in ferro e da 5 piedistalli in terracotta a sostegno di vasi "rinascimentali" ai quali fa da sfondo una folta siepe di ginestra a forma di semicerchio. Il tutto incorniciato da due cipressi, un segno teatrale che si ritrova anche nel parco di villa Gori, che denunciano la presenza del teatro all'aperto e inquadrano la scena in lontananza della città di Siena.
Porcinai progettò anche l'impianto di irrigazione consigliando però di non utilizzarlo durante l'estate così che il prato possa assumere il naturale colore giallo, tipico della campagna senese in questa stagione.

## Fortuna critica
Riconosciuto come un importante giardino moderno italiano, esemplare per essenzialità, il giardino dell'Apparita ha goduto di una notevole considerazione da parte della critica internazionale guadagnandosi la pubblicazione su numerosi testi e riviste..